# 利奇菲爾德座堂
利奇菲爾德座堂（英語：Lichfield Cathedral），全名榮福童貞瑪利亞暨聖查德座堂（Cathedral Church of the Blessed Virgin Mary and St Chad），是英國的一座教堂。位於英格蘭斯塔福德郡利奇菲爾德。利奇菲爾德座堂是英格蘭中世紀教堂當中，唯一一個有三個尖塔的教堂。利奇菲爾德大教堂也是聖公會利奇菲爾德教區的座堂。利奇菲爾德座堂還收藏有利奇菲爾德天使的雕像。